# Firmiana

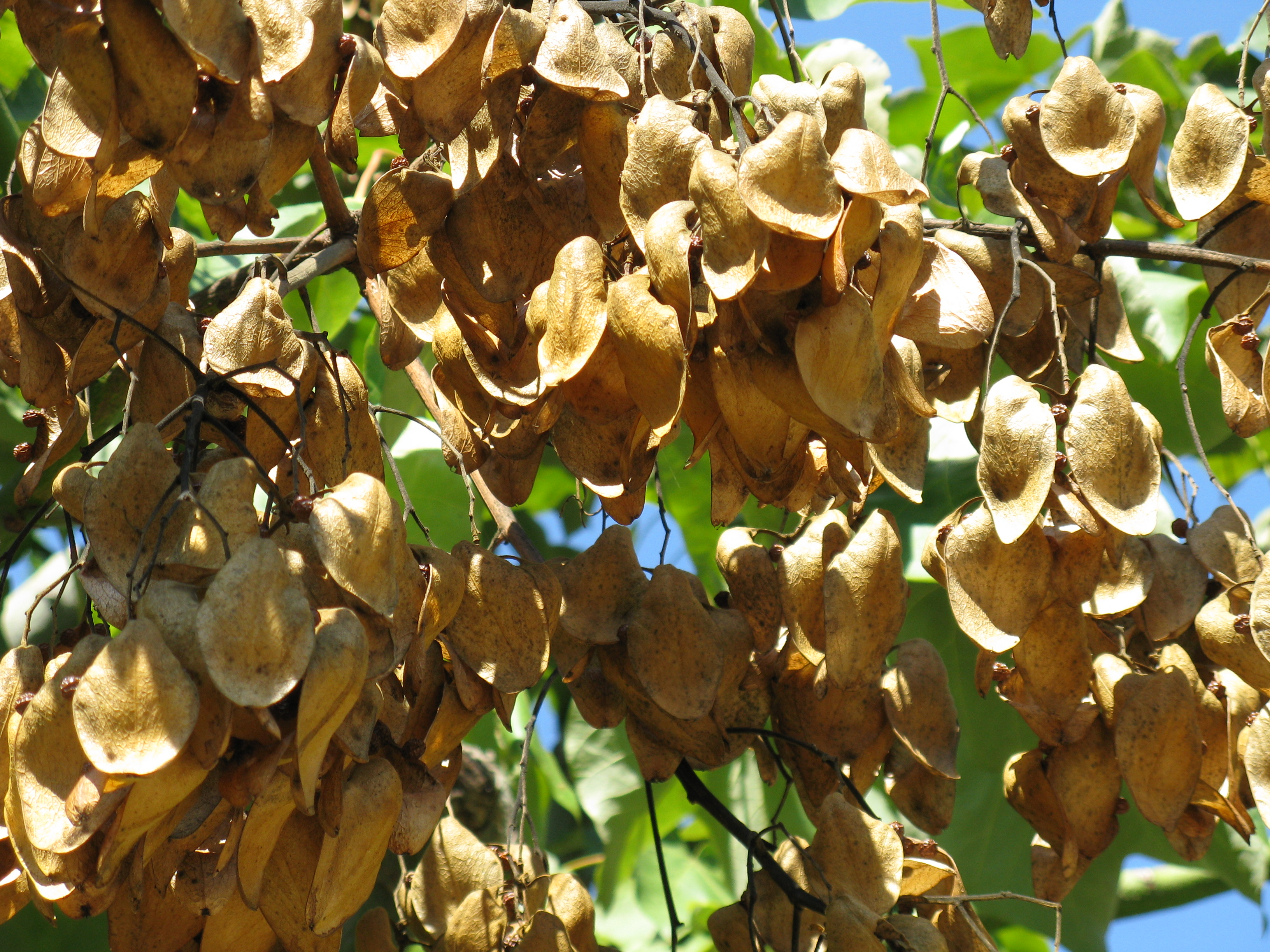
Kínai napernyőfa (aogiri) ősszel (Japán, Oszaka)

A Firmiana a mályvavirágúak (Malvales) rendjében a Sterculioideae alcsalád egyik nemzetsége. Ebbe a nemzetségbe tartozik a kínai napernyőfa (Firmiana simplex), ami a kínai mitológiában játszik fontos szerepet, ugyanis kínaiak négy szent állatának egyike, a főnix kizárólag ezen a fán hajlandó fészkelni, és 500 évenként ennek a fának a tüzében születik újjá. A Kunlun hegységben nő, és nagyon ritka. Kínai neve wutong fa. A legenda szerint ha egy muzsikus napernyőfa alá ül le játszani, zenéjét varázslatos hangzásúvá teszik a főnixek.
Angol neve: kínai napernyőfa arra a tulajdonságára utal, hogy évente akár egy métert is nőhet. Lombhullató levelei a fügéére hasonlítanak, lehullás előtt megsárgulnak. A törzse zöld. Termése 10–12 cm hosszú, szőrös, négy kopáccsal nyílik, benne a magok gömb alakúak, barnák.
Latin nevét José G. Firmian-ról kapta, aki Lombardia kormányzója volt a 18. században.
Egy példányát Dalmáciában, a híres kastelai botanikus kertben is megtalálhatjuk, és nő egy a debreceni Agrártudományi Centrum udvarán. Ugyanebből a fajból ültettek egy emlékfát 2016 novemberében az egykori Kertészeti és Élelmiszeripari Egyetem Budai Arborétumában, Nagy Béla professzor emlékére.